# Lancia Beta Coupé
Das Lancia Beta Coupé (Eigenschreibweise: Lancia β Coupé; ab 1983: Lancia Coupé) ist ein von 1974 bis 1984 verkauftes zweitüriges Stufenheckcoupé des italienischen Automobilherstellers Lancia, das technisch auf der Schräghecklimousine Lancia Beta Berlina basiert, stilistisch aber eigenständig ist und im Laufe der Jahre unabhängig von der Limousine weiterentwickelt wurde. Zu dieser Baureihe gehörte auch das zeitweise als eigenständiges Modell geführte Lancia 1300 Coupé. Lancia leitete vom Coupé das offene Modell Beta Spider und das Kombicoupé Beta HPE ab.

## Entstehungsgeschichte

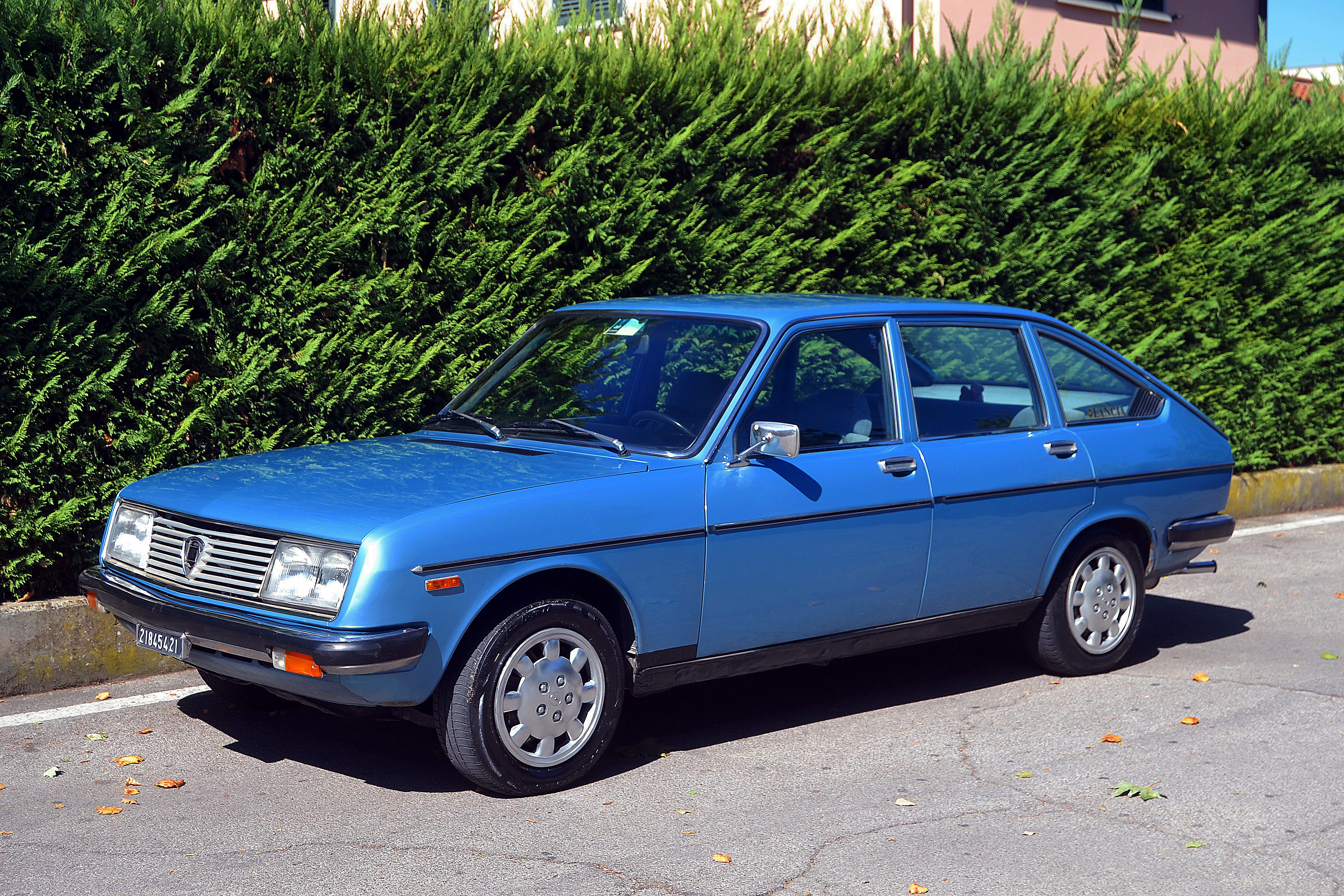
Technische Basis: Lancia Beta Berlina

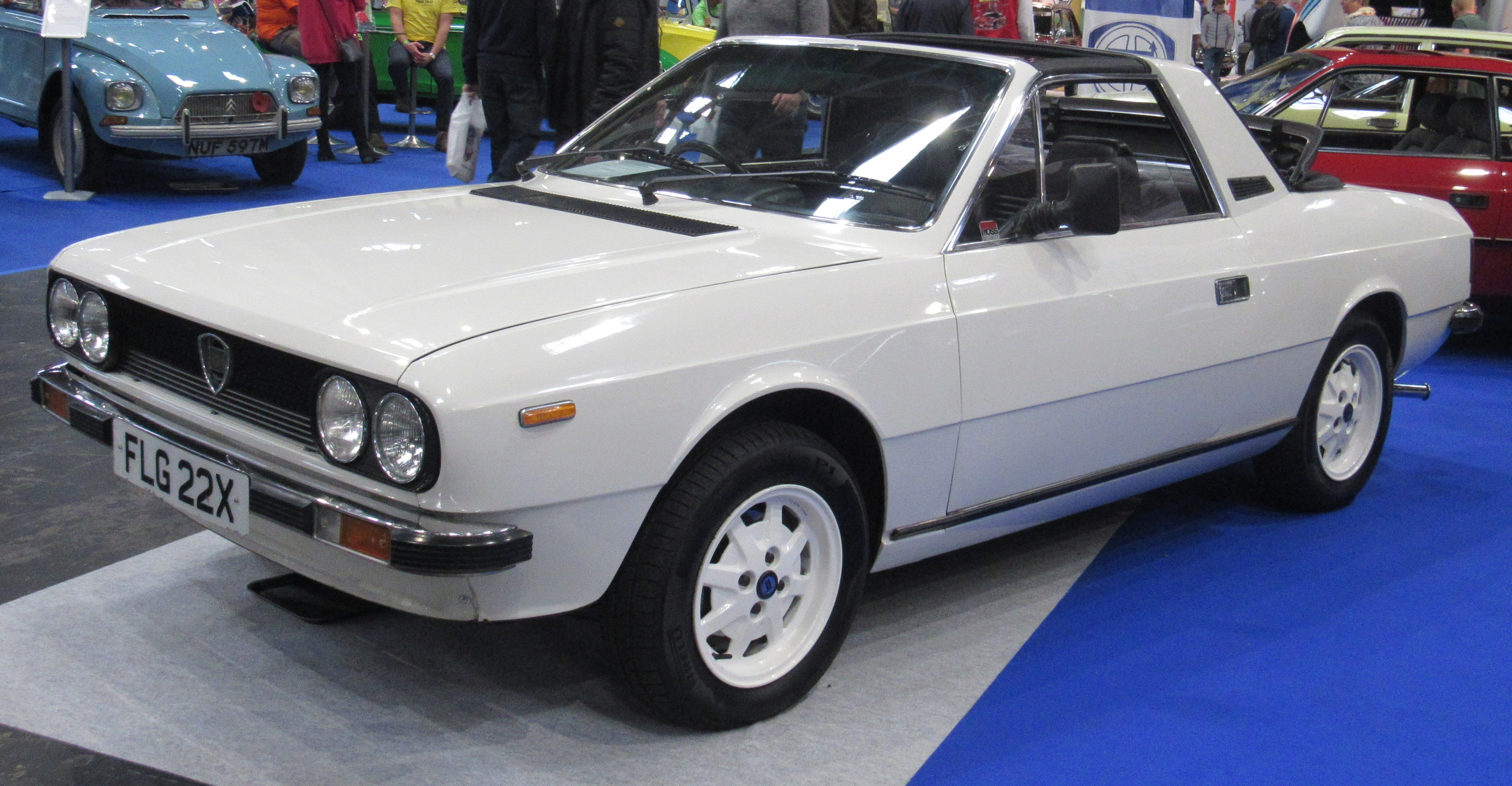
Offene Variante: Lancia Beta Spider

Der Beta war die erste Baureihe, die Lancia nach der Übernahme durch den Fiat-Konzern neu entwickelte. Sie ersetzte den Lancia Fulvia. Das erste Beta-Modell war die viertürige Schräghecklimousine Beta Berlina. Die Entwicklungszeit der Beta Berlina betrug nur wenig mehr als zwei Jahre. Das Modell erschien im Herbst 1972. Lancia übernahm für den Beta zahlreiche mechanische Teile von Fiat – darunter die Grundkonstruktion der Motoren –, aber auch von dem damaligen Kooperationspartner Citroën, hier insbesondere das Getriebe. 
Nach der Vorstellung des Grundmodells erweiterte Lancia, wie bei früheren Baureihen üblich, schrittweise das Beta-Programm. 1974 stellte Lancia der Beta Limousine zunächst ein zweitüriges Coupé mit verkürztem Radstand zur Seite, das mittelfristig das kompakte Lancia Fulvia Coupé ablösen sollte. Mit dem Erscheinen des Beta Coupé reduzierte sich die Modellpalette des Fulvia Coupé zunächst auf eine Basisversion mit einem 1,3 Liter großen Motor, der im zweitürigen Beta nicht angeboten wurde; dessen Basismotorisierung war anfänglich ein 1,6 Liter großer Vierzylinder. Bis 1976 standen das Fulvia Coupé 1300 und das Beta Coupé nebeneinander im Programm. Mit der Einstellung der letzten Fulvia-Version erhielt das Beta Coupé den 1,3-liter-Motor als neue Basismotorisierung, sodass der Ablösungsprozess damit abgeschlossen war. Der Mailänder Karosseriehersteller Zagato baute auf seiner Grundlage den Beta Spider; außerdem gab es das Kombicoupé Beta HPE, das auf dem längeren Radstand der Limousine aufbaute, aber Karosserieteile des Coupé verwendete.
Das Lancia Beta Coupé wurde auf der Internationalen Automobilausstellung in Frankfurt 1973 erstmals präsentiert; der Verkauf begann ein halbes Jahr später. In der Modellpalette des Fiat-Konzerns ersetzte das Beta Coupé einerseits die zweitürige Version des Lancia Fulvia, andererseits aber auch das Fiat 124 Coupé. 
Das Coupé blieb bis 1984 im Programm.

## Modellbeschreibung
Das Lancia Beta Coupé basiert auf einer verkürzten Beta-Berlina-Bodengruppe. Hinsichtlich Antriebs- und Fahrwerkstechnik stimmt das Coupé im Wesentlichen mit der viertürigen Version überein; Karosserie- und Innenraumdesign sind aber gänzlich eigenständig.

### Design
Die Karosserieform des Beta Coupé hat keinen Bezug zur Beta Berlina. Während die Limousine von Gianpaolo Boano in Fiats Centro Stile entworfen worden war, stammt das Design des Coupés von Pietro Castagnero, der bereits die Limousine und die Coupé-Version des Flavia gestaltet hatte. Castagnero hatte Lancia im Zuge der Übernahme durch Fiat verlassen; er gestaltete das Beta Coupé (ebenso wie später den HPE) als freiberuflicher Berater.
Das Lancia Beta Coupé ist ein zweitüriges Stufenheckcoupé. Im Gegensatz zur Limousine, die eine als aerodynamisch geneigt beschriebene Frontpartie hat, ist der vordere Abschluss des Coupés senkrecht. Vorn sind links und rechts je zwei Rundscheinwerfer installiert, deren Einfassungen in den einzelnen Serien leicht variieren. 
Der Dachaufbau ist trapezförmig gestaltet; die C-Säule ist stark geneigt. An der Heckpartie finden sich breite Rückleuchten in Form eines liegenden Achtecks. Diese Einheiten wurden im gesamten Produktionszeitraum nicht verändert; sie wurden zu einem Markenzeichen des Beta Coupé.
Der Innenraum ist ebenfalls eigenständig; hier gibt es keine Gleichteile mit der Beta Berlina. Allerdings übernahmen der Beta Spider und der Beta HPE die Innenraumgestaltung des Beta Coupé.

### Motorisierung
Als Antrieb hat das Coupé wie alle anderen Mitglieder der Beta-Familie keine originären Lancia-Motoren mehr, sondern überarbeitete Versionen des Fiat-Twin-Cam-Motors mit zwei obenliegenden Nockenwellen. Lancia hatte Hubraumversionen mit 1,3, 1,6, 1,8 und 2,0 Litern im Programm. Die meisten Ausführungen waren mit Vergasern ausgestattet, die größte Motorversion war ab 1980 auch mit einer Benzineinspritzung erhältlich. Schließlich gab es den 2,0-Liter-Motor ab 1982 wahlweise mit einem Kompressor („Volumex“).
Die Kraftübertragung übernahm serienmäßig ein handgeschaltetes Fünfganggetriebe; auf Wunsch war (außer für das Coupé 1300) auch ein automatisches Dreiganggetriebe des britischen Zulieferers AP erhältlich.

## Die einzelnen Serien
Von 1974 bis 1984 entstanden zwei Serien des (Beta) Coupé, wobei sich die zweite Generation in drei Unterserien gliedert. Die Karosserie blieb über den gesamten Zeitraum abgesehen von Detailmodifikationen bei Anbauteilen unverändert; wesentliche Unterschiede bestehen dagegen im Bereich von Motorisierung und Ausstattung.

### Erste Serie: 1974 bis 1975

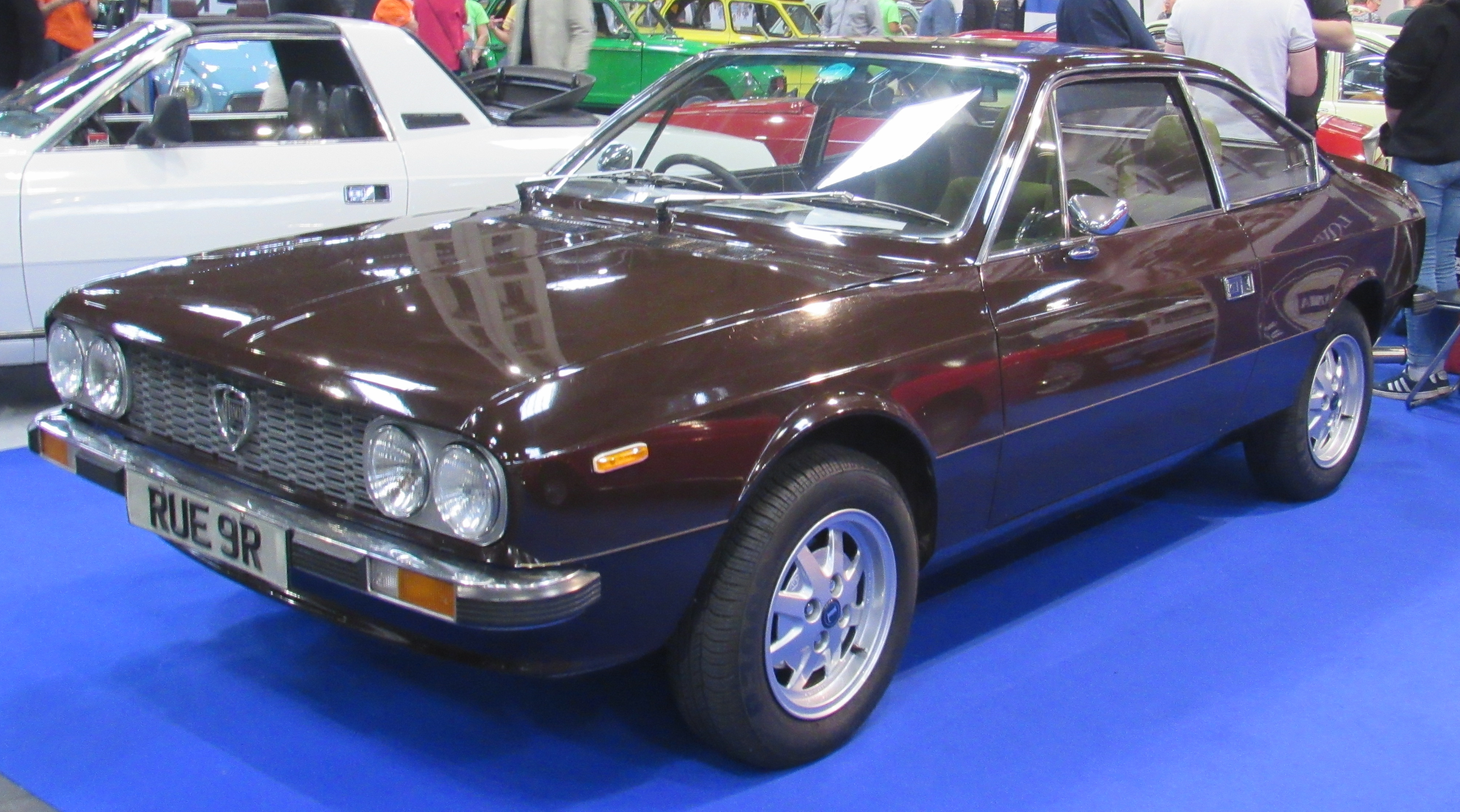
Lancia Beta 1600 Coupé

Die erste Serie des Beta Coupé wird werksintern als 828.AC bezeichnet. Sie wurde ab Frühjahr 1974 verkauft. Alle Motorvarianten kamen aus der ersten Generation der Lampredi-Vierzylinder. Erhältlich waren wahlweise ein 1592 cm³ großer und 108 PS starker Reihenvierzylinder (Code 828 AC.000) oder eine 1756 cm³ große Variante mit 120 PS (828 AC1.000). Eine 1,3-Liter-Version des Coupé gab es zu dieser Zeit nicht; dieses Segment wurde noch vom alten Fulvia Coupé abgedeckt. Äußere Erkennungsmerkmale der ersten Serie sind eine flache Motorhaube, eine Kühlermaske mit versetzt angeordneten Öffnungen unterschiedlicher Größe, die in einigen Publikationen als „wabenförmig“ beschrieben wird, und eine Aluminiumeinfassung für die doppelten Rundscheinwerfer.
Die Produktion der ersten Serie endete in der zweiten Hälfte des Jahres 1975. In dieser Zeit waren, alle Motorisierungen zusammengenommen, 27.571 Autos entstanden; darin enthalten waren 3722 Autos für den nordamerikanischen Markt.

### Zweite Serie: 1975 bis 1984
Im Herbst 1975 kam die zweite Serie des Beta Coupé mit der werksinternen Bezeichnung 828.BC auf den Markt. Ihre Einführung knüpfte an die Umstellung auf die B-Generation der Lampredi-Motoren an, die bis zum Produktionsende 1984 in den Beta Coupés erhältlich waren. Die zweite Beta-Serie wird üblicherweise in drei Generationen unterteilt: die ursprüngliche oder „frühe zweite Serie“ (1975 bis 1978), die Generation des ersten Facelifts (1978 bis 1981) und die des zweiten Facelifts (1981 bis 1984).

#### Zweite Serie, ursprüngliche Version (1975 bis 1978)

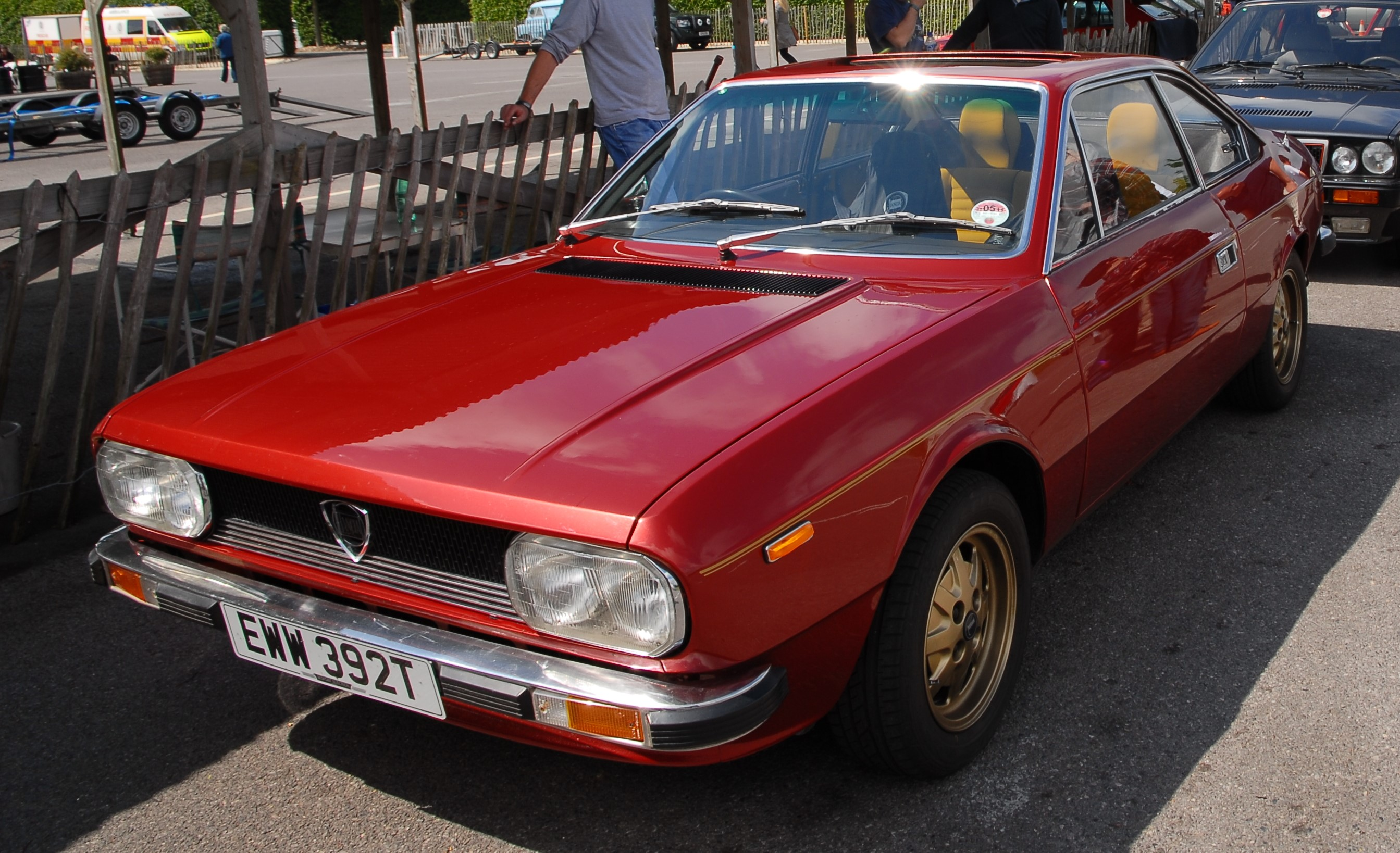
Lancia Beta Coupé (zweite Serie)

Im Herbst 1975 debütierte die zweite Serie des Lancia Beta Coupé, die in ihrer ursprünglichen Version bis zum Herbst 1978 produziert wurde. An der Frontpartie entfiel die wabenförmige Verkleidung der Kühleröffnung. Die Maske ist nun schwarz lackiert, ihr unterer Bereich trägt einige übereinander liegende, verchromte Zierstreben. Das große Lancia-Logo blieb erhalten. Besonderes Merkmal dieser Generation ist die gemeinsame Streuscheibe über den runden Doppelscheinwerfern, die achteckig gestaltet ist und damit die Form der Rückleuchten aufgreift.
Basismotorisierung des Beta Coupé war in dieser Generation eine neue Version des 1,6-Liter-Motors, die ein im Vergleich zum Vorgänger verändertes Verhältnis von Bohrung und Hub sowie einen geringfügig größeren Hubraum hat (84 × 71,5 mm; 1585 cm³) und 100 PS leistet (Baureihe 828 B.000). Die bisherige 1,8-Liter-Variante entfiel auf den europäischen Märkten; an ihre Stelle trat eine neue Spitzenversion mit einer 2,0 Liter großen und 119 PS starken Ausführung des Vierzylindermotors (Baureihe 828 B1.000). Hinzu kam ab 1977 ein Einsteigermodell mit einem 1,3-Liter-Motor, das bis 1978 formal nicht als Lancia Beta Coupé, sondern als Lancia 1300 Coupé im Programm stand.
Lancia baute – ohne den Lancia 1300 – insgesamt 30.000 Beta Coupés dieser Generation. Darin enthalten waren 4300 Autos für den nordamerikanischen Markt und 264 CKD-Bausätze, die in Südafrika komplettiert wurden.

#### Zweite Serie, erstes Facelift (FL): 1978 bis 1981

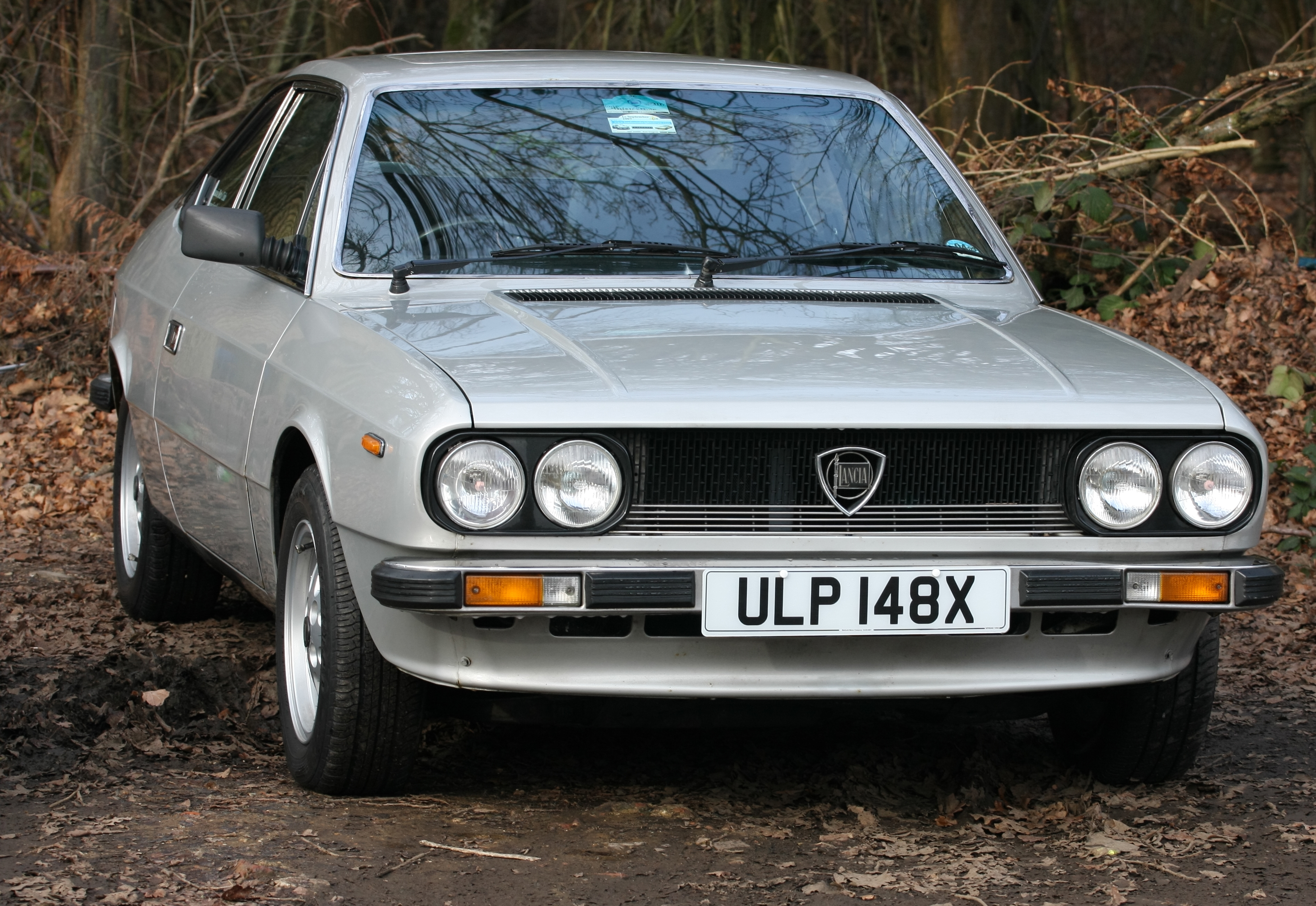
Lancia Beta Coupé (1981)

Im Herbst 1978 erhielt die zweite Serie des Beta Coupé ein erstes Facelift. Intern wird diese Generation als „Zweite Serie FL“ bezeichnet. Zu den Änderungen gehörten ein höheres Dach, eine größere Frontscheibe sowie eine leicht überarbeitete Frontpartie: Die doppelten Rundscheinwerfer waren nun nicht mehr unter einer gemeinsamen Streuscheibe zusammengefasst. Sie standen fortan frei in einer schwarz lackierten Einfassung. Als Motorisierung waren weiterhin die 1,6 und 2,0 Liter großen Reihenvierzylinder (Baureihen 828 B.000 und 828 B1.000) erhältlich, die bereits 1975 eingeführt worden waren. 
Zusammen mit dem ersten Facelift änderte Lancia auch die Struktur der Modellpalette, indem das bislang eigenständige 1300 Coupé nun in die Beta-Reihe aufgenommen und als Beta Coupé 1300 bezeichnet wurde. Bis 1979 entsprach die Motorisierung der des bisherigen 1300 Coupé (1297 cm³); danach wurde der Hubraum leicht auf 1301 cm³ angehoben. Äußerlich entsprach das 1300 Coupé in allen Details den besser motorisierten Ausführungen des Beta Coupé.
Von Herbst 1978 bis Herbst 1981 produzierte Lancia 32.700 Autos der ersten Facelift-Generation. Darin enthalten sind etwa 2500 Autos für den nordamerikanischen Markt sowie 1520 CKD-Bausätze, von denen 1400 in Spanien und 120 in Thailand komplettiert wurden.

#### Zweite Serie, zweites Facelift (FL2): 1981 bis 1984

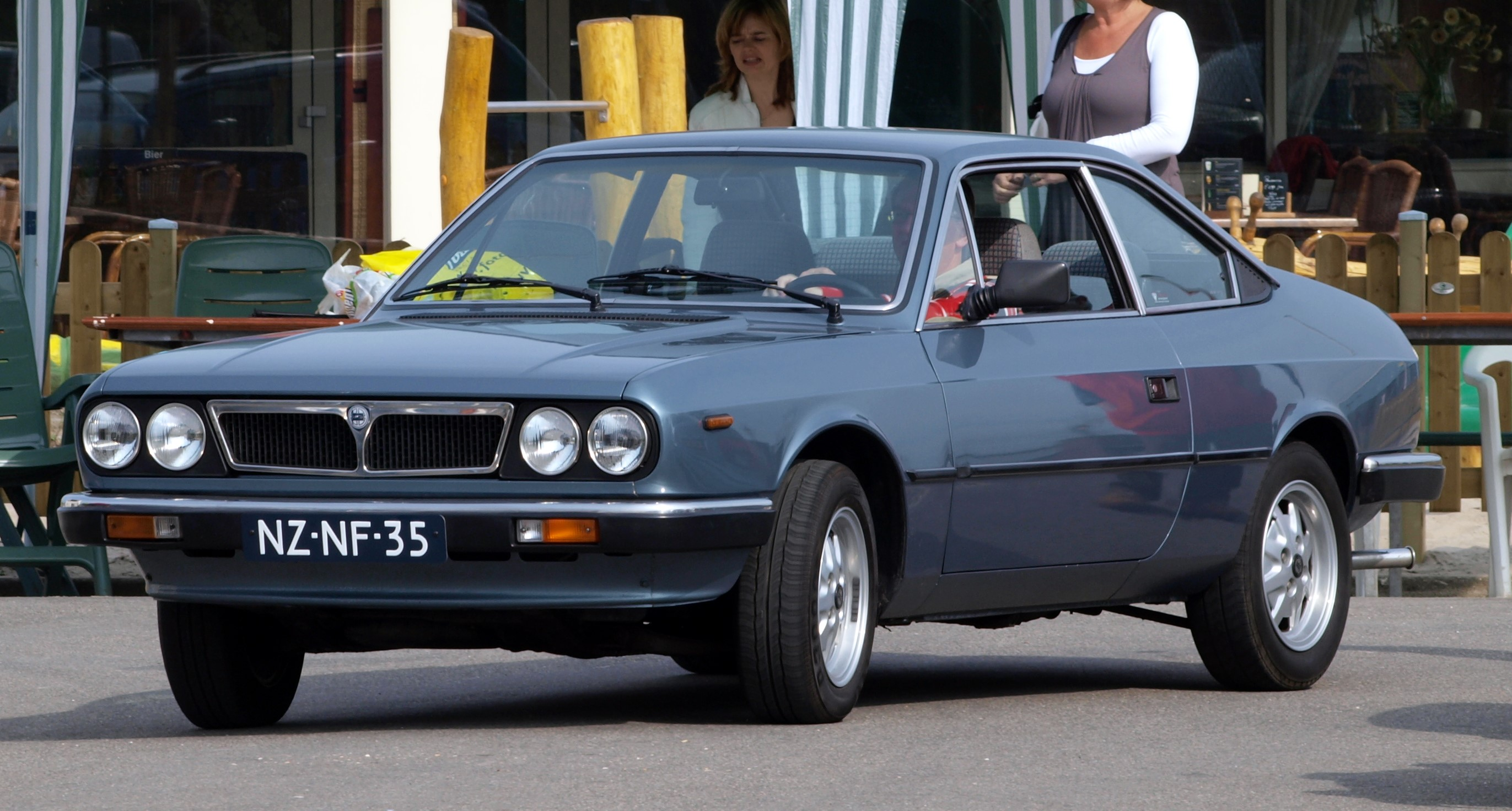
Lancia Beta 1600 Coupé (1982)

Im Herbst 1981 erschien eine nochmals überarbeitete Version des Coupé, die werksintern als FL2 (Facelift 2) bezeichnet wurde. Hierzu gehören eine neu gestaltete, über die ganze Breite reichende und in der Mitte senkrecht geteilte Kühlermaske, die sich am Design des zeitgenössischen Delta orientiert. Außerdem sind die Fenstereinfassungen und Türgriffe nicht mehr verchromt, sondern mattschwarz lackiert. Die mit schwarzem Kunststoff überzogenen Stoßfänger reichen seitlich nun vorn und hinten bis an die Radausschnitte heran. Der HPE übernahm diese Gestaltungsmerkmale. Eine Übertragung auf den Spider gab es hingegen nicht mehr.
Die Motorenpalette wurde teilweise überarbeitet. Während die 1,6-Liter-Version unverändert blieb, erhielt die Einstiegsversion einen auf 1367 cm³ vergrößerten Motor, dessen Leistung mit 84 PS angegeben wurde (Baureihe 828 D3.000). Nahezu baugleich stand dieser Motor auch im Fiat 131 Supermirafiori im Programm. Der 2,0-Liter-Motor erhielt eine elektronisch gesteuerte Benzineinspritzung von Bosch (L-Jetronic), durch die die Leistung auf 122 PS stieg (Baureihe 828 B4.000). Ab 1983 war schließlich auch die mit einem mechanischen Kompressor ausgestattete Spitzenversion Volumex erhältlich.
Von dieser Baureihe entstanden 10.061 Autos, davon 1272 als Volumex.

## Lancia 1300 Coupé

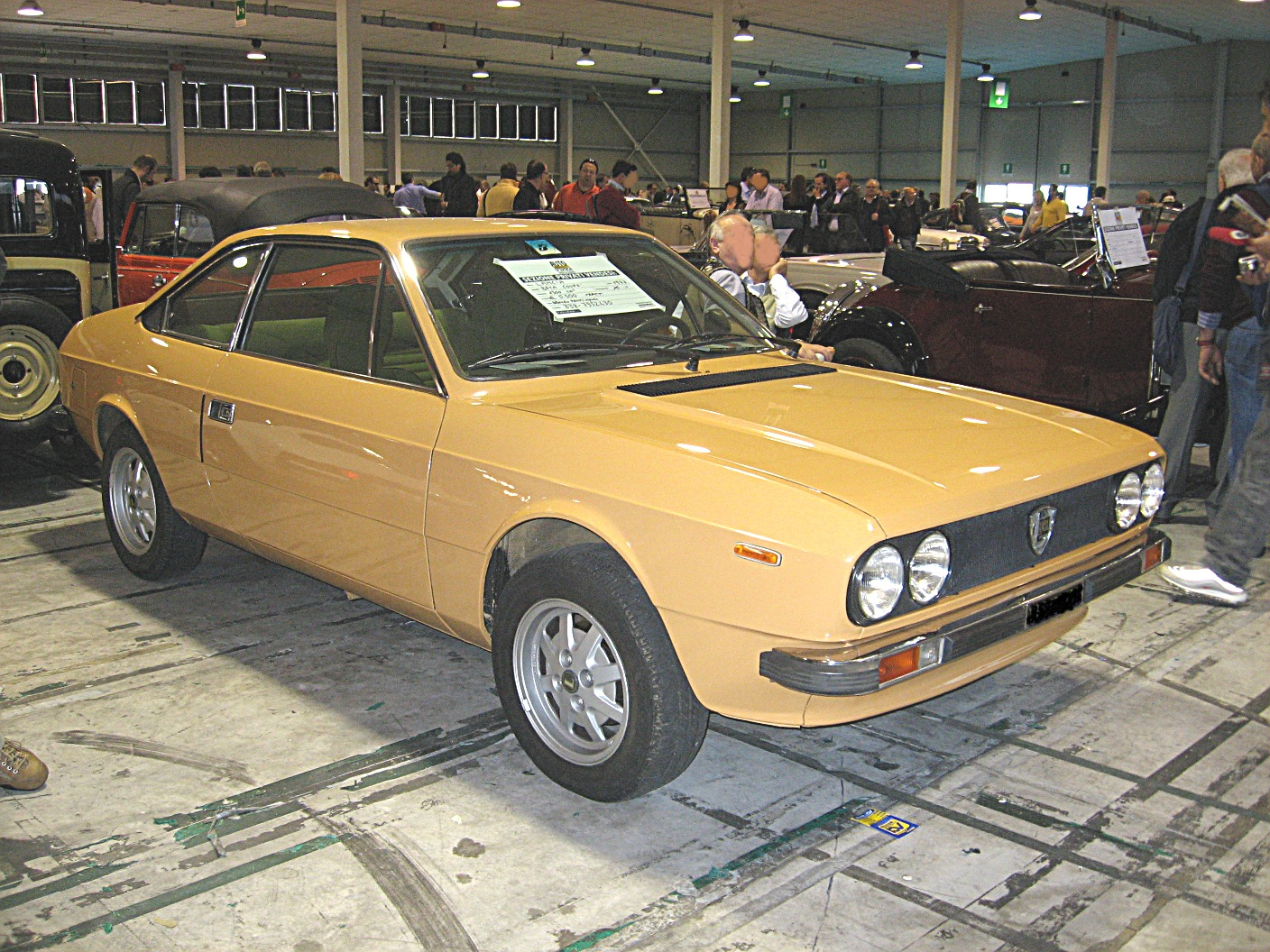
Lancia 1300 Coupé (1977)

Ab 1976 war Lancias kleinster Motor, der 1,3-Liter-Reihenvierzylinder, auch im Coupé erhältlich (1297 cm³; Baureihe 828 B3.000). Diese Variante nahm die Marktposition des Fulvia 1300 Coupé ein, dessen Produktion Lancia zuvor eingestellt hatte. Das Auto wurde 1976 und 1977 als Lancia 1300 Coupé (ohne Zusatz Beta) verkauft; in dieser Zeit stand es formal als eigenständiges Modell neben den Beta Coupés der zweiten Serie und war Lancias neues Einsteigermodell im Bereich der Zweitürer. 
Das Lancia 1300 Coupé fiel zeitlich in die Produktionszeit der zweiten Serie, unterscheidet sich von ihr äußerlich aber deutlich. Die Kühlerverkleidung des 1300 Coupé ist komplett schwarz lackiert und hat keine verchromten Zierstreifen im unteren Teil. Außerdem haben die runden Scheinwerfer im Gegensatz zu den stärker motorisierten Varianten der zweiten Coupé-Serie keine Glasabdeckung. Das 1300 Coupé wurde außerdem mit einer reduzierten Serienausstattung ausgeliefert. Die Rückbank dieser Reihe hat keine Kopfstütze, keine Leselampe im Fond und keine Uhr im Instrumententräger.
Ende 1978 erhielt das kleinste Coupé die Modellbezeichnung Beta 1300 Coupé. Äußerlich wurde es den stärker motorisierten Coupés angepasst. Es entspricht den übrigen Coupés der FL-Generation.

## Lancia Beta Coupé Volumex

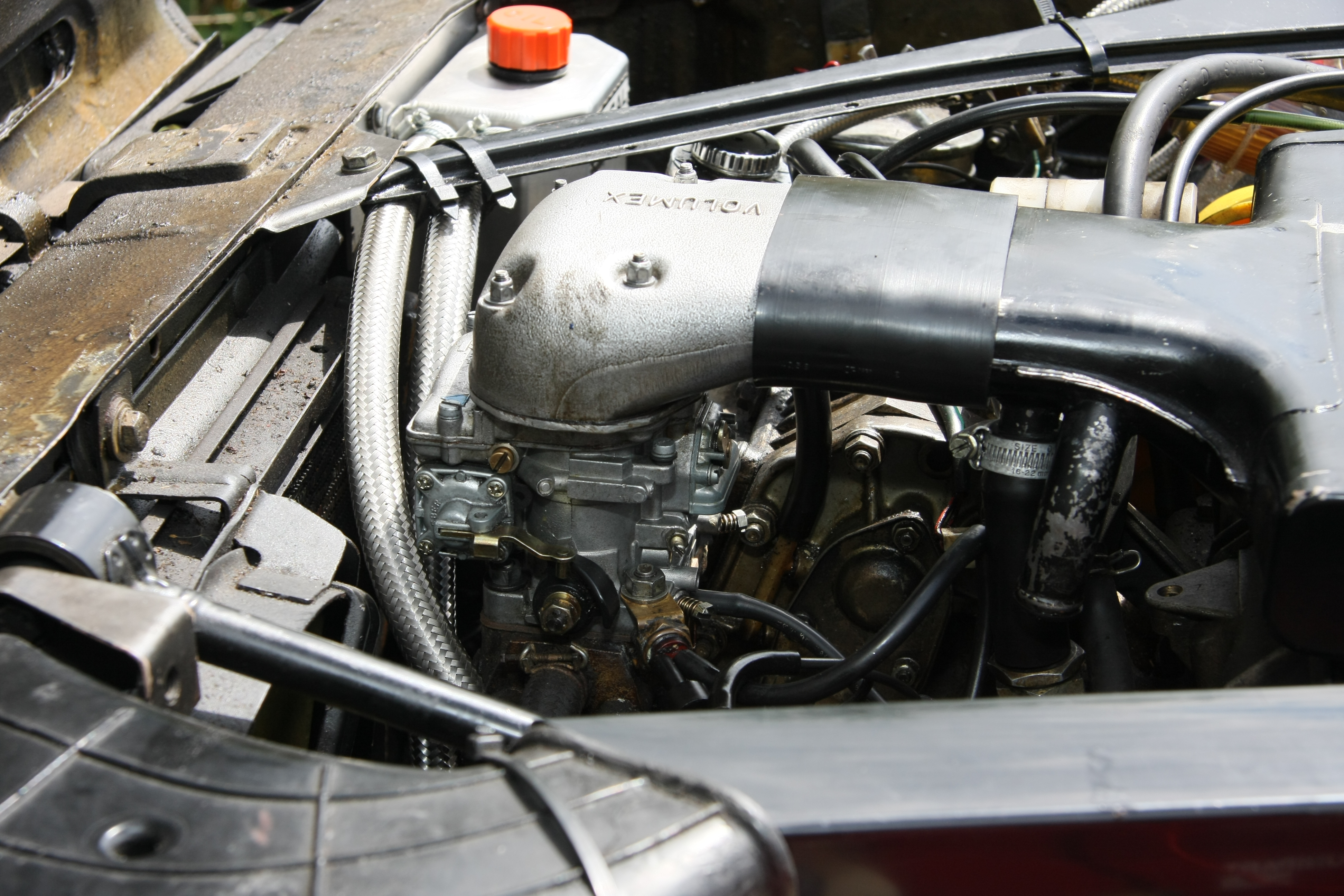
Volumex-Motor

Zum Modelljahr 1982 erschien als neues Spitzenmodell das Coupé 2000 Volumex. Bei ihm wurde der Motor mit einem Roots-Kompressor aufgeladen. Außer dem Beta Coupé, dem Beta HPE und dem Trevi wurde zeitweise auch der Fiat Argenta sowie der Pininfarina Spidereuropa mit dem Kompressormotor ausgestattet. Über Presseerklärungen versuchte Lancia, den Kompressor als Alternative zur Turboaufladung zu etablieren, und versprach sich davon eine Leistungssteigerung ohne die turbotypischen Nachteile, womit in erster Linie das sogenannte Turboloch gemeint war. Einige Quellen gehen dagegen davon aus, dass die Auslöser für die Entwicklung des Kompressormotors in Wirklichkeit im Automobilsport lag: Auf der Suche nach einem leistungsstarken Motor für den Rallyesportwagen Lancia 037 war Aurelio Lampredi 1981 auf eine Kompressoraufladung gekommen. Um die Entwicklungskosten eines solchen Triebwerks zu rechtfertigen, musste parallel dazu eine in größeren Stückzahlen zu verkaufende Straßenversion entwickelt werden. Der Anbau des Kompressors erforderte zahlreiche Detailänderungen an dem Vierzylindermotor und in seinem Umfeld: Die Verdichtung wurde herabgesetzt, die Kolben wurden neu konstruiert, die Nockenwellen und die Ventile mussten angepasst und das Ansaugsystem geändert werden. Hinzu kamen eine geänderte Auspuffanlage und ein neues Kühlsystem. Vielfach kritisiert wurde, dass Lancia den Kompressormotor nicht mit der bereits verfügbaren Saugrohreinspritzung, sondern mit den herkömmlichen Weber-Vergasern koppelte. Die Leistung des Volumex-Motors wurde mit 99 kW (135 PS) angegeben.

## Qualitätsprobleme
Das Lancia Beta Coupé galt als herausragendes Beispiel für ein sehr rostanfälliges Auto. Die Korrosionsanfälligkeit betraf auch tragende Teile des Aufbaus. Rückblickend wird das auf ein Zusammentreffen mehrerer Gründe zurückgeführt. Genannt werden schlechte Stahlqualität, mangelhafter Korrosionsschutz und „ein antiquiertes Lackierverfahren“.

## Sonderserien

### Lancia Beta Coupé Laser
1980 brachte Lancia als Sonderserie das Beta Coupé Laser heraus. Basis war das Facelift-Coupé der zweiten Serie. Der Laser war mit dem serienmäßigen 1,3- oder 1,6-Liter-Motor erhältlich. Als Außenfarben standen lediglich Rot, Dunkelgraumetallic und Hellblaumetallic zur Verfügung. Die Stoßstangen und die Kühlermaske waren mattschwarz lackiert. Zum Ausstattungspaket gehörten außerdem Breitreifen und Alufelgen. Insgesamt verkaufte Lancia 2000 Exemplare des Laser.

### Lancia Beta Coupé Hi Fi
Für den britischen Markt legte der lokale Lancia-Importeur im Jahr 1981 eine Sonderserie mit der Bezeichnung Beta Coupé Hi Fi auf. 300 Coupés, die teilweise seit mehr als zwei Jahren unverkauft auf britischen Halden gestanden hatten, wurden mit nachträglich angebauten Dekorteilen und einer aufwendigen Musikanlage aufgewertet. Die Details dieses Sondermodells wurden von Aston Martin Tickford entwickelt. Zu den Besonderheiten gehörten spezielle Aluminiumfelgen, ein breiter schwarzer Kunststoffspoiler auf dem Kofferraumdeckel, Dekorstreifen an den Wagenflanken sowie die namensgebende Hi-Fi-Anlage des italienischen Herstellers Voxson, die einen grafischen Equalizer beinhaltete und mit vier Lautsprechern verbunden war. Der Abverkauf der Sonderserie dauerte lange. Er wurde dadurch erschwert, dass Lancia das tatsächliche Alter der Fahrzeuge zu verschweigen versuchte und erst die Presse offenlegte, dass es sich um Haldenautos handelte. Der Skandal um die Hi-Fi-Modelle beschädigte Lancias Position auf dem britischen Markt nachhaltig und war einer der Gründe dafür, dass sich die Marke einige Jahre später komplett aus Großbritannien zurückziehen musste.